# Hammerbrücke
Hammerbrücke est une ancienne commune autonome de Saxe (Allemagne), située dans l'arrondissement du Vogtland, dans le district de Chemnitz. Elle a fusionné le 1er octobre 2009 avec les communes de Tannenbergsthal et Morgenröthe-Rautenkranz pour former la nouvelle commune de Muldenhammer.